# Gueorgui Saskavets
Gueorgui Saskavets –en ruso, Георгий Саскавец– (18 de mayo de 1967) es un deportista bielorruso que compitió en lucha grecorromana. Ganó una medalla de bronce en el Campeonato Europeo de Lucha, en la categoría de 62 kg.

## Palmarés internacional
| Campeonato Europeo | Campeonato Europeo | Campeonato Europeo | Campeonato Europeo |
| Año                | Lugar              | Medalla            | Categoría          |
| ------------------ | ------------------ | ------------------ | ------------------ |
| 1993               | Estambul ( Turquía | Medalla de bronce  | 62 kg              |